# Milan Zonneveld
Milan Zonneveld (Beverwijk, 8 oktober 2003) is een Nederlands voetballer, die uitkomt voor Telstar.

## Clubcarrière

### FC Volendam
Zonneveld is geboren in Beverwijk. Hij begon te voetballen in de jeugd bij ADO '20, speelde vervolgens bij RKVV DEM waarna hij de overstap maakte naar de jeugdafdeling van FC Volendam. Op 17 maart 2021 tekende hij zijn eerste profcontract bij FC Volendam.
Op 27 augustus 2021 in de thuiswedstrijd tegen MVV Maastricht maakte Zonneveld zijn debuut voor FC Volendam. Hij kwam in de 80e minuut als invaller voor Calvin Twigt en hij won de wedstrijd met 5-0.

### ADO '20
Op 22 april 2022 verruilde hij FC Volendam voor ADO '20. Op 7 mei 2023 werd ADO '20 kampioen van Derde Divisie (Zondagcompetitie). Zonneveld scoorden toen twee doelpunten in deze wedstrijd.

### Quick Boys
Op 2 januari 2024 tekende hij een contract tot de zomer 2025 bij Quick Boys met een optie tot nog twee jaar. Namens Quick Boys scoorde hij in de KNVB beker 2024/25 tegen profclubs Almere City FC, Fortuna Sittard en SC Heerenveen. Met vier doelpunten in het hoofdtoernooi werd hij gedeeld topscorer, samen met PSV'ers Ricardo Pepi en Ivan Perišić.

### Telstar
Op 21 mei 2025 tekende hij een contract bij Telstar. Voor Telstar debuteerde Zonneveld op 10 augustus in een uitwedstrijd tegen Ajax.

## Clubstatistieken

#### Beloften
| Seizoen                    | Club             | Land           | Competitie     | Competitie | Competitie | Beker | Beker | Nacompetitie | Nacompetitie | Totaal | Totaal |
| Seizoen                    | Club             | Land           | Competitie     | Wed.       | Dlp.       | Wed.  | Dlp.  | Wed.         | Dlp.         | Wed.   | Dlp.   |
| -------------------------- | ---------------- | -------------- | -------------- | ---------- | ---------- | ----- | ----- | ------------ | ------------ | ------ | ------ |
| 2021/22                    | Jong FC Volendam | Nederland      | Tweede Divisie | 11         | 3          | 0     | 0     | 2            | 0            | 13     | 3      |
| Carrièretotaal             | Carrièretotaal   | Carrièretotaal | Carrièretotaal | 11         | 3          | 0     | 0     | 2            | 0            | 13     | 3      |
| Bijgewerkt t/m 24 mei 2025 |                  |                |                |            |            |       |       |              |              |        |        |

#### Senioren
| Seizoen                         | Club           | Land           | Competitie     | Competitie | Competitie | Beker | Beker | Nacompetitie | Nacompetitie | Totaal | Totaal |
| Seizoen                         | Club           | Land           | Competitie     | Wed.       | Dlp.       | Wed.  | Dlp.  | Wed.         | Dlp.         | Wed.   | Dlp.   |
| ------------------------------- | -------------- | -------------- | -------------- | ---------- | ---------- | ----- | ----- | ------------ | ------------ | ------ | ------ |
| 2021/22                         | FC Volendam    | Nederland      | Eerste Divisie | 1          | 0          | 0     | 0     | 0            | 0            | 1      | 0      |
| 2022/23                         | ADO '20        | Nederland      | Derde Divisie  | 33         | 26         | 3     | 4     | 0            | 0            | 36     | 30     |
| 2023/24                         | ADO '20        | Nederland      | Tweede Divisie | 29         | 12         | 1     | 0     | 0            | 0            | 30     | 12     |
| 2024/25                         | Quick Boys     | Nederland      | Tweede Divisie | 31         | 13         | 4     | 4     | 0            | 0            | 35     | 17     |
| 2025/26                         | Telstar        | Nederland      | Eredivisie     | 1          | 0          | 0     | 0     | 0            | 0            | 1      | 0      |
| Carrièretotaal                  | Carrièretotaal | Carrièretotaal | Carrièretotaal | 94         | 51         | 8     | 8     | 0            | 0            | 106    | 59     |
| Bijgewerkt t/m 10 augustus 2025 |                |                |                |            |            |       |       |              |              |        |        |

## Erelijst
| Nationaal      |    |                  |
| Derde Divisie  | 1x | 2022/23 (Zondag) |
| Tweede Divisie | 1x | 2024/25          |